# MacOS Ventura
macOS Ventura (wersja 13) – dziewiętnaste główne wydanie systemu operacyjnego z rodziny macOS (wcześniej OS X) firmy Apple dla komputerów typu Macintosh. Jest następcą systemu macOS Monterey.
Jedną z nowości w tej aktualizacji jest Stage Manager, czyli funkcja do porządkowania okien otwartych aplikacji. W systemie pojawiła się ulepszona wyszukiwarka Spotlight (możliwe jest m.in. przeszukiwanie obrazków i napisów umieszczonych na zdjęciach). Przeglądarka Safari umożliwia udostępnianie otwartych kart innym osobom (funkcja Shared Tab Groups). Możliwe stało się również użycie kamery iPhone’a jako kamerki do wideorozmów. Ponadto aplikacja poczty została wyposażona w zupełnie nową wyszukiwarkę oraz możliwość cofnięcia wiadomości tuż po jej wysłaniu.
System macOS Ventura został zaprezentowany na konferencji Worldwide Developers Conference (w skrócie WWDC), która miała miejsce 6 czerwca 2022 roku. Pierwsza (prywatna) beta macOS Ventura została udostępniona jeszcze tegoż dnia w ramach serwisu Apple Developer Center. Stabilna wersja systemu została opublikowana 24 października tego samego roku jako bezpłatna aktualizacja dla posiadaczy komputerów Apple.

## Wymagania techniczne
System macOS Ventura może zostać zainstalowany na następujących urządzeniach:
- iMac (2017 r. lub nowszy)
- iMac Pro (2017 r.)
- MacBook (2017 r.)
- MacBook Air (2018 r. lub nowszy)
- MacBook Pro (2017 r. lub nowszy)
- Mac Mini (2018 r. lub nowszy)
- Mac Pro (2019 r.)
- Mac Studio (2022 r.)